# Liste der Stolpersteine in Grevenmacher

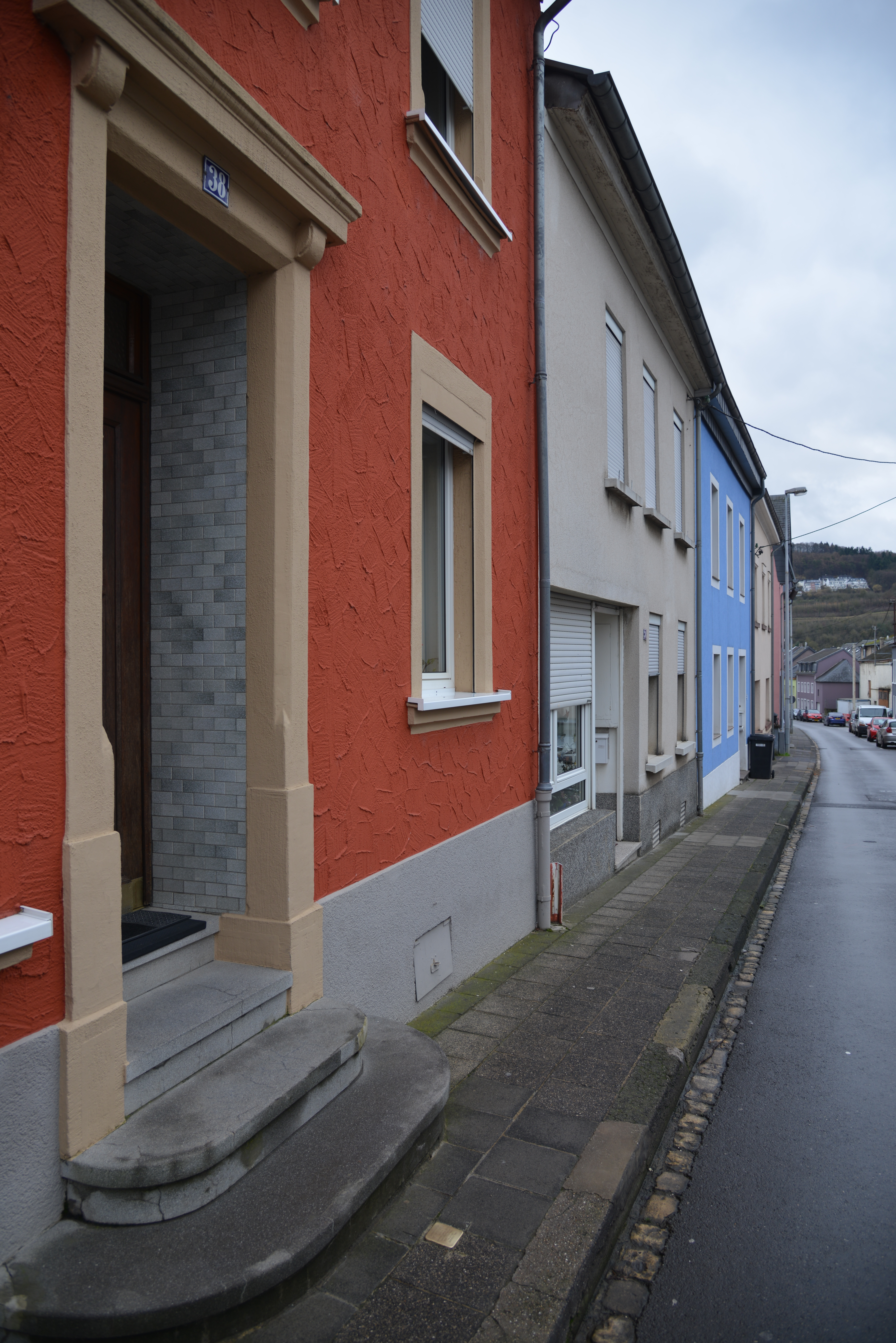
Stolperstein in Grevenmacher

Die Liste der Stolpersteine in Grevenmacher enthält die Stolpersteine in der luxemburgischen Stadt Grevenmacher (luxemburgisch Gréiwemaacher). Stolpersteine erinnern an das Schicksal der Menschen, die von den Nationalsozialisten ermordet, deportiert, vertrieben oder in den Suizid getrieben wurden. Die Stolpersteine wurden vom Kölner Künstler Gunter Demnig konzipiert und werden von ihm selbst verlegt.
Die Stolpersteine liegen im Regelfall vor dem letzten selbstgewählten Wohnort des Opfers. Sie werden auf Luxemburgisch Stolpersteng genannt.

## Grevenmacher
Zwischen 1818 und 1941 lebten mindestens 37 jüdische Familien zumindest zeitweise in Grevenmacher. Sieben jüdische Bürger aus dem Ort kamen in den Ghettos oder Vernichtungslagern im Osten Europas ums Leben.
Die Tabelle ist teilweise sortierbar; die Grundsortierung erfolgt alphabetisch nach dem Familiennamen.
| Stolperstein | Übersetzung | Standort                  | Name, Leben |
| ------------ | --- | ------------------------- | --- |
|              | HIER HAT GEWOHNT MAX BONEM JG. 1893 GEFLÜCHTET 1941 FRANKREICH INTERNIERT IN DRANCY DEPORTIERT 1943 SOBIBOR ERMORDET 10.3.1943 | Rue de Luxembourg 25 ·    | Max Bonem wurde am 26. April 1893 geboren und war, wie seine Vorfahren, Viehhändler von Beruf. Er war mit Simone Israel aus Koenigsmacker (Lothringen) verheiratet. Nach dem deutschen Überfall auf Luxemburg verlor er seine Arbeitserlaubnis. Sein 17-jähriger Sohn wurde im September 1940 des Echternacher Gymnasiums verwiesen und die Familie sah sich gezwungen, ihre Existenz hinter sich zu lassen und nach Frankreich in die Gegend von Mâcon zu flüchten. Er arbeitete dort, zusammen mit seinem Vater, in den Weinbergen, wo er ständigen Demütigungen ausgesetzt war. Als er sich einmal zur Wehr setzte, wurde er verraten und festgenommen. Er kam erst in das Gefangenenlager Gurs, dann nach Drancy, um von dort mit dem Transport Nr. 51 nach Sobibór deportiert zu werden, wo er am 10. März 1943 umgebracht wurde. Nach dem Krieg kam seine Witwe Simone Bonem-Israel, zusammen mit ihrem Sohn und ihrer Mutter, ins Heimathaus zurück. |
|              | HIER HAT GEWOHNT RAPHAEL CAHEN JG. 1895 GEFLÜCHTET 1941 FRANKREICH INTERNIERT IN DRANCY DEPORTIERT 1943 MAJDANEK ERMORDET 1943 | Rue Sainte-Catherine 38 · | Raphael Cahen wurde am 27. Juli 1885 in Sierck-les-Bains in Lothringen geboren. 1926 zog er nach Grevenmacher, wo er im August des Jahres Berthe Wolf, Tochter von Hermann Wolf-Bonem, heiratete. Bis zum deutschen Überfall auf Luxemburg war er als Viehhändler tätig. Nachdem ihm die Arbeitserlaubnis entzogen worden war, wurde auch das Haus der Familie beschlagnahmt, um dort die „Feldgendarmerie“ einzuquartieren. Zusammen mit der Familie Wolf-Bonem wurde er mit seiner Familie im Haus der Familie Bonem-Israël zwangsweise einquartiert. Am 26. Februar 1941 wurde auch dieses Haus geräumt und die Bewohner wurden per Bus nach Dijon (Frankreich) gebracht; von dort mit dem Zug nach Mâcon. Dort setzte sich Raphael Cahen mit seiner Familie ab, um in La Chaise-Dieu (Auvergne) Unterschlupf zu finden. Raphael Cahen wurde jedoch verraten und festgenommen. Er wurde im Sammellager Drancy interniert, von wo aus er, zusammen mit Max Bonem, in das Vernichtungslager Sobibor deportiert wurde, wo sich seine Spur verliert. Seine Frau Berthe überlebte den Krieg und kam als eine von nur acht jüdischen Bürgern Grevenmachers zurück in den Ort, wo sie fortan im Familienhaus, das sie wieder erhalten hatte, zusammen mit ihrer Mutter einen Lebensmittelladen führte. |
|              | HIER HAT GEWOHNT FELIX HAYUM JG. 1893 DEPORTIERT 1941 ŁODZ/LITZMANNSTADT ERMORDET 3.5.1942                                     | Rue de Trèves 33 ·        | Felix Hayum war der Bruder von Siegmund und Oskar Hayum, bei dem er in Grevenmacher wohnte. Mitte September 1941 wurde er zusammen mit Siegmund Hayum und seinem Neffen Fernand Hayum aus ihrem Haus in Grevenmacher vertrieben und in Manternach zwangsweise eingewiesen. Von dort wurden alle am 16. Oktober 1940 mit dem ersten von sieben Transporten ins Ghetto nach Lodz/Litzmannstadt deportiert. Er ist dort am 3. Mai 1942 ermordet worden. |
|              | HIER HAT GEWOHNT FERNAND HAYUM JG. 1924 DEPORTIERT 1941 ŁODZ/LITZMANNSTADT ERMORDET 24.5.1942                                  | Rue de Trèves 33 ·        | Fernand Hayum war der Sohn von Oskar Hayum und seiner Ehefrau Gerda Magdalena Dahl. Nach dem deutschen Überfall auf Luxemburg, im Mai 1940, wurden ab September 1940 die „Nürnberger Gesetze“ eingeführt. Fernand Hayum durfte nicht mehr die Schule besuchen, sondern wurde stattdessen zur Zwangsarbeit am Bau der Autobahn bei Wittlich (heutige Bundesautobahn 1) verpflichtet. Mitte September 1941 wurde er mit seinen beiden Onkeln Felix und Siegmund Hayum aus ihrem Haus in Grevenmacher vertrieben und in Manternach zwangsweise eingewiesen. Von dort wurden alle drei am 16. Oktober 1940 mit dem ersten von sieben Transporten ins Ghetto nach Lodz/Litzmannstadt deportiert. Er ist dort am 24. Mai 1942 ermordet worden. |
|              | HIER HAT GEWOHNT OSKAR HAYUM JG. 1887 INTERNIERT IN FÜNFBRUNNEN DEPORTIERT 1942 IZBICA ERMORDET                                | Rue de Trèves 33 ·        | Oskar Hayum lebte seit 1924 in Grevenmacher und heiratete im Februar desselben Jahres Gerda Magdalena Dahl. Er war Viehhändler von Beruf. Oskar Hayum war unter den 20 ersten Juden, die Ende Juli 1941 im sogenannten Jüdischen Altersheim Fünfbrunnen interniert wurden. Am 23. April 1942 wurde er mit dem zweiten Transport aus Luxemburg ins Ghetto Izbica deportiert. Er ist wahrscheinlich dort gestorben. |
|              | HIER HAT GEWOHNT SIEGMUND HAYUM JG. 1891 DEPORTIERT 1941 ŁODZ/LITZMANNSTADT ERMORDET 21.5.1942                                 | Rue de Trèves 33 ·        | Siegmund Hayum war einer der Brüder von Oskar Hayum, bei dem er in Grevenmacher wohnte. Mitte September 1941 wurde er mit seinem Bruder Felix Hayum und seinem Neffen Fernand Hayum aus ihrem Haus in Grevenmacher vertrieben und in Manternach zwangsweise eingewiesen. Von dort wurden alle drei am 16. Oktober 1940 mit dem ersten von sieben Transporten ins Ghetto nach Lodz/Litzmannstadt deportiert. Er ist dort am 25. Mai 1942 ermordet worden. |
|              | HIER HAT GEWOHNT SELMA SOMMER GEB. BONEM JG. 1885 INTERNIERT IN FÜNFBRUNNEN DEPORTIERT 1942 IZBICA 1942 AUSCHWITZ ERMORDET     | Grand-Rue 19 ·            | Selma Sommer, geb. Bonem, zog mit ihrer Familie am Anfang des 20. Jahrhunderts nach Grevenmacher und eröffnete dort 1916 ein Lebensmittelgeschäft in der Großstraße (Groussgaass) 15. Selma Bonem heiratete Jonas Julius Sommer und übernahm 1923 das Geschäft ihrer Eltern, welche, nachdem ihre vier Kinder verheiratet waren, wieder aus Grevenmacher wegzogen. Nach dem deutschen Überfall auf Luxemburg, 1940, musste sie das Geschäft aufgeben. Im Dezember 1941 wurde Selma Sommer-Bonem – mittlerweile verwitwet – bei Bertha Bonem-Triefus zwangsweise interniert und beide Witwen unter Polizeikontrolle gestellt. Am 16. März 1942 wurde Selma Bonem ins Internierungslager Fünfbrunnen/Cinqfontaines verbracht, von wo aus sie im selben Transport wie Oskar Hayum nach Izbica deportiert wurde. Sie wurde 1942 in Auschwitz ermordet. |

## Verlegedaten
Die Verlegungen in Grevenmacher erfolgten durch Gunter Demnig persönlich am 10. März 2016.